# Saison 2013-2014 des Suns de Phoenix
La saison 2013-2014 des Suns de Phoenix est la 46e saison au sein de la National Basketball Association (NBA).

## Draft
| Tour | Choix | Joueur         | Poste | Nationalité | Provenance |
| ---- | ----- | -------------- | ----- | ----------- | ---------- |
| 1    | 5     | Alex Len       | C     | Ukraine     | Maryland   |
| 1    | 29    | Archie Goodwin | SG    | États-Unis  | Kentucky   |
| 2    | 57    | Alex Oriakhi   | PF    | États-Unis  | Missouri   |

## Classements
| Conférence Ouest | Conférence Ouest                | Conférence Ouest | Conférence Ouest | Conférence Ouest | Conférence Ouest | Conférence Ouest | Conférence Ouest |
| No               | Franchise                       | Vic.             | Def.             | MJ               | % V/D            | RV               |                  |
| ---------------- | ------------------------------- | ---------------- | ---------------- | ---------------- | ---------------- | ---------------- | ---------------- |
| 1                | Spurs de San Antonio            | 62               | 20               | 82               | 75,60 %          | -                |                  |
| 2                | Thunder d'Oklahoma City         | 59               | 23               | 82               | 72,00 %          | 3,0              |                  |
| 3                | Clippers de Los Angeles         | 57               | 25               | 82               | 69,50 %          | 5,0              |                  |
| 4                | Rockets de Houston (a)          | 54               | 28               | 82               | 65,90 %          | 8,0              |                  |
| 5                | Trail Blazers de Portland (a)   | 54               | 28               | 82               | 65,90 %          | 8,0              |                  |
| 6                | Warriors de Golden State        | 51               | 31               | 82               | 62,20 %          | 11,0             |                  |
| 7                | Grizzlies de Memphis            | 50               | 32               | 82               | 61,00 %          | 12,0             |                  |
| 8                | Mavericks de Dallas             | 49               | 33               | 82               | 59,80 %          | 13,0             |                  |
|                  |                                 |                  |                  |                  |                  |                  |                  |
| 9                | Suns de Phoenix                 | 48               | 34               | 82               | 58,50 %          | 14,0             |                  |
| 10               | Timberwolves du Minnesota       | 40               | 42               | 82               | 48,80 %          | 22,0             |                  |
| 11               | Nuggets de Denver               | 36               | 46               | 82               | 43,90 %          | 26,0             |                  |
| 12               | Pelicans de La Nouvelle-Orléans | 34               | 48               | 82               | 41,50 %          | 28,0             |                  |
| 13               | Kings de Sacramento             | 28               | 54               | 82               | 34,10 %          | 34,0             |                  |
| 14               | Lakers de Los Angeles           | 27               | 55               | 82               | 32,90 %          | 35,0             |                  |
| 15               | Jazz de l'Utah                  | 25               | 57               | 82               | 30,50 %          | 37,0             |                  |

| Division Pacifique       | V  | D  | MJ | % V/D   | GB   | Dom   | Ext   | Div  | Conf  |
| ------------------------ | -- | -- | -- | ------- | ---- | ----- | ----- | ---- | ----- |
| Clippers de Los Angeles  | 57 | 25 | 82 | 69,50 % | -    | 34-7  | 23-18 | 12-4 | 36-16 |
| Warriors de Golden State | 51 | 31 | 82 | 62,20 % | 6,0  | 27-14 | 24-17 | 11-5 | 31-21 |
| Suns de Phoenix          | 48 | 34 | 82 | 58,50 % | 9,0  | 26-15 | 22-19 | 8-8  | 28-24 |
| Kings de Sacramento      | 28 | 54 | 82 | 34,10 % | 29,0 | 17-24 | 11-30 | 3-13 | 15-37 |
| Lakers de Los Angeles    | 27 | 55 | 82 | 32,90 % | 30,0 | 14-27 | 13-28 | 6-10 | 15-37 |

## Effectif
| Effectif des Suns de Phoenix 2013-2014 |
| --- |
| 1 Goran Dragić (C) • 2 Eric Bledsoe (C) • 3 Ish Smith • 8 Channing Frye • 10 Leandro Barbosa • 11 Markieff Morris • 14 Gerald Green • 15 Marcus Morris • 17 P. J. Tucker • 20 Archie Goodwin • 21 Alex Len • 22 Miles Plumlee • 25 Dionte Christmas • 43 Shavlik Randolph • 50 Emeka OkaforEntraîneur : Jeff Hornacek |

## Statistiques
| Joueur              | MJ | MC | MPG  | FG%  | 3P%  | FT%  | RPG | APG | SPG | BPG | PPG  |
| ------------------- | -- | -- | ---- | ---- | ---- | ---- | --- | --- | --- | --- | ---- |
| Leandro Barbosa     | 20 | 0  | 18.4 | .427 | .280 | .795 | 1.9 | 1.6 | .4  | .2  | 7.5  |
| Eric Bledsoe        | 43 | 39 | 32.9 | .477 | .357 | .772 | 4.7 | 5.5 | 1.6 | .3  | 17.7 |
| Dionte Christmas    | 31 | 0  | 6.4  | .355 | .290 | .750 | 1.2 | .3  | .1  | .1  | 2.3  |
| Goran Dragić        | 76 | 75 | 35.1 | .505 | .408 | .760 | 3.2 | 5.9 | 1.4 | .3  | 20.3 |
| Channing Frye       | 82 | 82 | 28.2 | .432 | .370 | .821 | 5.1 | 1.2 | .7  | .8  | 11.1 |
| Archie Goodwin      | 52 | 0  | 10.3 | .455 | .139 | .673 | 1.7 | .4  | .4  | .2  | 3.7  |
| Gerald Green        | 82 | 48 | 28.4 | .445 | .400 | .848 | 3.4 | 1.5 | .9  | .5  | 15.8 |
| Vyacheslav Kravtsov | 20 | 0  | 3.0  | .513 | .000 | .500 | .9  | .1  | .0  | .1  | 1.0  |
| Alex Len            | 42 | 3  | 8.6  | .423 | .000 | .645 | 2.4 | .1  | .1  | .4  | 2.0  |
| Marcus Morris       | 82 | 1  | 22.0 | .442 | .381 | .761 | 3.9 | 1.1 | .9  | .2  | 9.7  |
| Markieff Morris     | 81 | 0  | 26.6 | .486 | .315 | .792 | 6.0 | 1.8 | .8  | .6  | 13.8 |
| Miles Plumlee       | 80 | 79 | 24.6 | .517 | .000 | .561 | 7.8 | .5  | .6  | 1.1 | 8.1  |
| Shavlik Randolph    | 14 | 0  | 6.8  | .500 | .000 | .545 | 1.8 | .1  | .2  | .1  | 1.4  |
| Ish Smith           | 70 | 1  | 14.4 | .423 | .043 | .564 | 1.8 | 2.6 | .7  | .2  | 3.7  |
| P. J. Tucker        | 81 | 81 | 30.7 | .431 | .387 | .776 | 6.5 | 1.7 | 1.4 | .3  | 9.4  |

## Transactions

### Transferts
| 27 juin    | Vers Phoenix Suns Archie Goodwin Malcolm Lee                                    | Vers Golden State Warriors / Nemanja Nedović                                                            |
| 2 juillet  | Échange à trois équipes                                                         | Échange à trois équipes                                                                                 |
| 2 juillet  | Vers Los Angeles Clippers Jared Dudley (de Phoenix) J. J. Redick (de Milwaukee) | Vers Milwaukee Bucks Second tour de draft 2014 (de Phoenix) Premier tour de draft 2017 (de Los Angeles) |
| 2 juillet  | Vers Phoenix Suns Eric Bledsoe (de Los Angeles) Caron Butler (de Los Angeles)   | |
| 27 juillet | Vers Phoenix Suns Gerald Green Miles Plumlee Premier tour de draft protégé 2014 | Vers Indiana Pacers Luis Scola                                                                          |
| 29 août    | Vers Phoenix Suns / Vyacheslav Kravtsov Ish Smith                               | Vers Milwaukee Bucks Caron Butler                                                                       |
| 25 octobre | Vers Phoenix Suns Emeka Okafor Premier tour de draft protégé 2014               | Vers Washington Wizards Marcin Gortat Kendall Marshall Shannon Brown Malcolm Lee                        |

### Agents libres

#### Arrivées
| Joueur           | Contrat                             | Ancienne équipe   |
| ---------------- | ----------------------------------- | ----------------- |
| Dionte Christmas | Contrat de 1 300 000 $ sur deux ans | Montepaschi Siena |
| Leandro Barbosa  | Contrat minimum d'un an             | Phoenix Suns      |
| Shavlik Randolph | Contrat minimum d'un an             | Foshan Dralions   |

#### Départs
| Joueur              | Motif       | Nouvelle équipe             |
| ------------------- | ----------- | --------------------------- |
| Hamed Haddadi       | Coupé       | Foolad Mahan Isfahan        |
| Jared Dudley        | Transféré   | Los Angeles Clippers        |
| Wesley Johnson      | Agent libre | Los Angeles Lakers          |
| Jermaine O'Neal     | Agent libre | Golden State Warriors       |
| Luis Scola          | Transféré   | Indiana Pacers              |
| Alex Oriakhi        | Agent libre | Limoges Cercle Saint-Pierre |
| Diante Garrett      | Agent libre | Oklahoma City Thunder       |
| Caron Butler        | Transféré   | Milwaukee Bucks             |
| Michael Beasley     | Coupé       | Miami Heat                  |
| Marcin Gortat       | Transféré   | Washington Wizards          |
| Kendall Marshall    | Transféré   | Washington Wizards          |
| Shannon Brown       | Transféré   | Washington Wizards          |
| Malcolm Lee         | Transféré   | Washington Wizards          |
| Vyacheslav Kravtsov | Coupé       | Foshan Dralions             |